# 卡納蘭齊 (明尼蘇達州)
卡納蘭齊（英語：Kanaranzi）是位於美國明尼蘇達州羅克縣卡納蘭齊鎮區的一個非建制地區。

## 歷史
卡納蘭齊於1886年成立，得名自附近同名的溪。卡納蘭齊的郵局於1886年12月30日設立，其後於1992年7月4日停運。

## 地理
卡納蘭齊所處的海拔為高於海平面459米（即1506英呎），而該地所採用的時區為UTC-6，即北美中部時區（CST）。同時該地設有夏令時間，為UTC-6調快一小時，即UTC-5（CDT）。